# Кондојешти (Валча)
Кондојешти (рум. Condoiești) насеље је у Румунији у округу Валча у општини Штефанешти. Oпштина се налази на надморској висини од 153 m.

## Становништво
Према подацима из 2002. године у насељу је живело 394 становника, од којих су сви румунске националности.